# Geórgia nos Jogos Olímpicos de Inverno de 2006
A Geórgia mandou 3 competidores para os Jogos Olímpicos de Inverno de 2006, em Turim, na Itália. A delegação não conquistou nenhuma medalha.

## Desempenho

### Esqui alpino
| Atletas            | Evento                   | Final      | Final      | Final      | Final   | Final |
| Atletas            | Evento                   | 1ª Corrida | 2ª Corrida | 3ª Corrida | Total   | Pos.  |
| ------------------ | ------------------------ | ---------- | ---------- | ---------- | ------- | ----- |
| Iason Abramashvili | Slalom gigante masculino | 1:27.59    | 1:27.27    |            | 2:54.86 | 29    |
| Iason Abramashvili | Slalom masculino         | 1:01.84    | 56.83      |            | 1:58.67 | 32    |

### Patinação artística
| Atleta               | Evento               | Programa curto | Programa curto | Programa longo | Programa longo | Total       | Total |
| Atleta               | Evento               | Pontos         | Pos.           | Pontos         | Pos.           | Pontos      | Pos.  |
| -------------------- | -------------------- | -------------- | -------------- | -------------- | -------------- | ----------- | ----- |
| Elene Gedevanishvili | Individual feminino  | 57.90          | 6 Q            | 93.56          | 13             | 151.46      | 10    |
| Vakhtang Murvanidze  | Individual masculino | 49.68          | 28             | Não avançou    | Não avançou    | Não avançou | 28    |

Legenda
| Recorde mundial      | Recorde mundial (World record)               |                       | Recorde africano                      | Recorde africano (African) |                                           | Q | Classificado por posição (Qualified) |
| Recorde olímpico     | Recorde olímpico (Olympic record)            | Recorde da América    | Recorde da América (Americas)         | q                          | Classificado por melhor tempo (Qualified) |   |                                      |
| Melhor marca do ano  | Melhor marca do ano (World leading)          | Recorde asiático      | Recorde asiático (Asian)              | DNS                        | Não largou (Did not start)                |   |                                      |
| Recorde nacional     | Recorde nacional (National record)           | Recorde europeu       | Recorde europeu (European)            | DNF                        | Não terminou (Did not finish)             |   |                                      |
| Recorde pessoal      | Recorde pessoal do atleta (Personal best)    | Recorde da Oceania    | Recorde da Oceania (Oceania)          | DSQ / DQ                   | Desclassificado (Disqualified)            |   |                                      |
| Recorde da temporada | Recorde da temporada do atleta (Season best) | Recorde sul-americano | Recorde sul-americano (South America) | NM                         | Sem marca (No mark)                       |   |                                      |